# Friedrich Overbeck

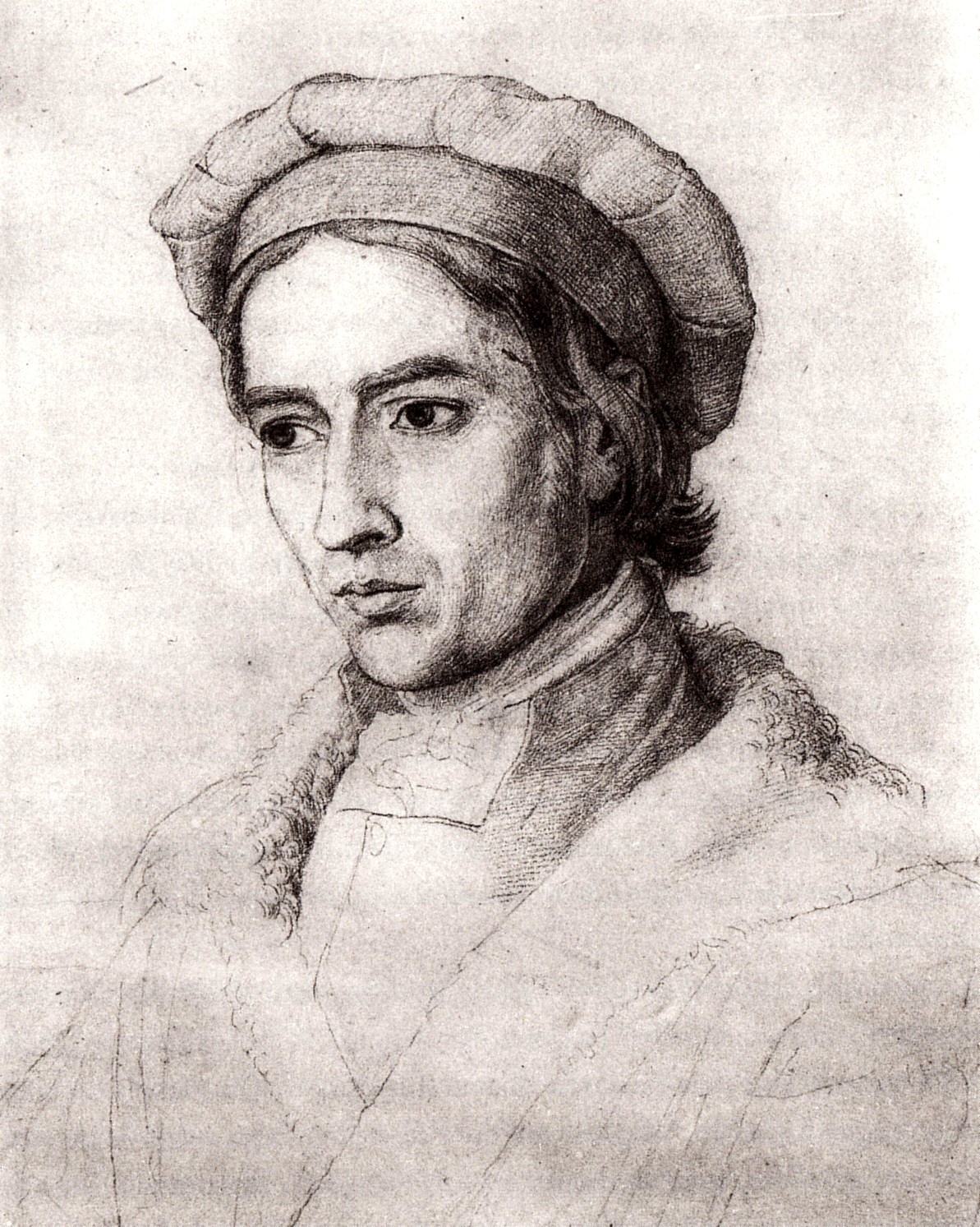
Selbstporträt um 1830

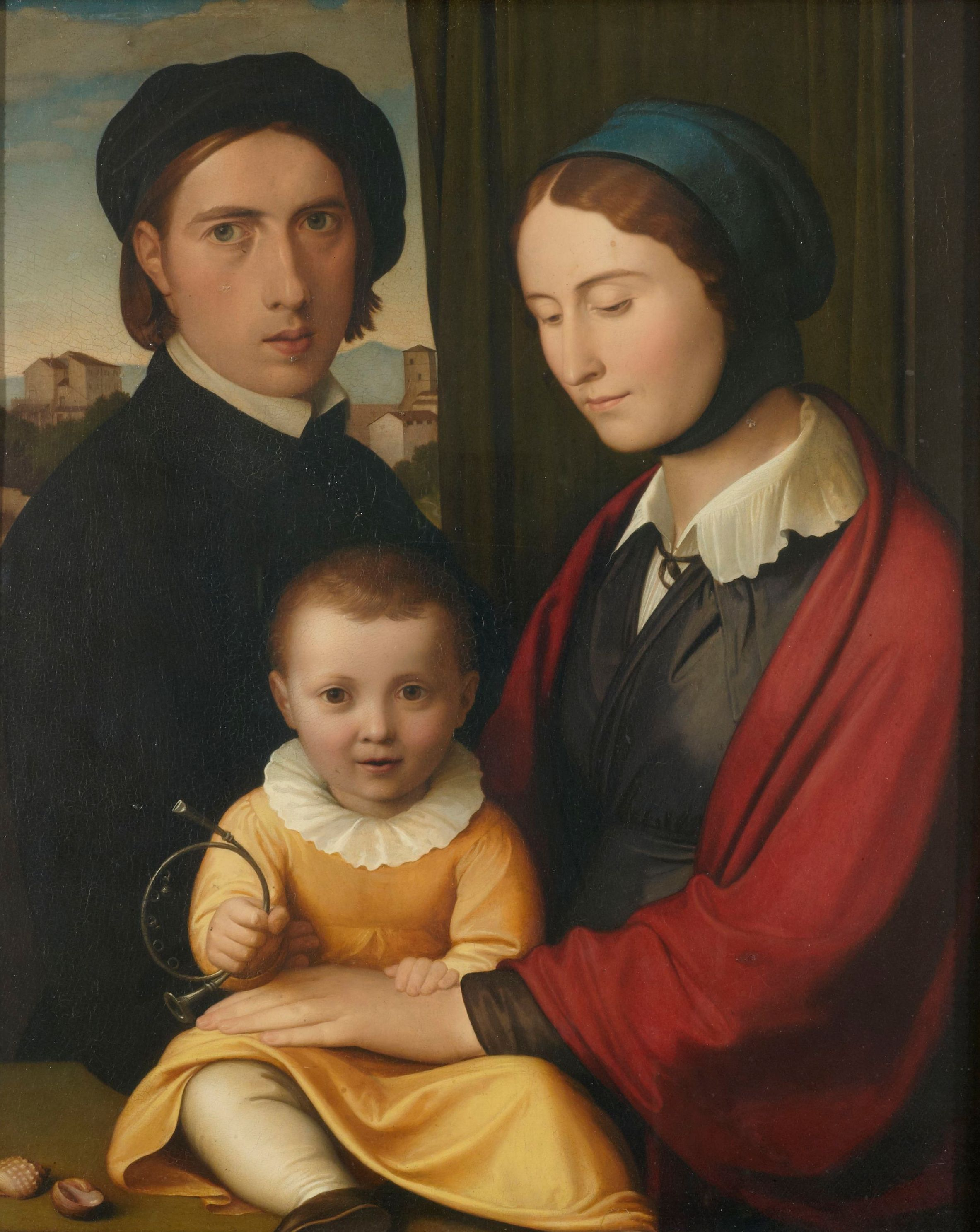
Selbstporträt mit Familie, um 1820, Behnhaus

In der Lübecker Königstraße verbrachte Overbeck seine Jugendjahre.

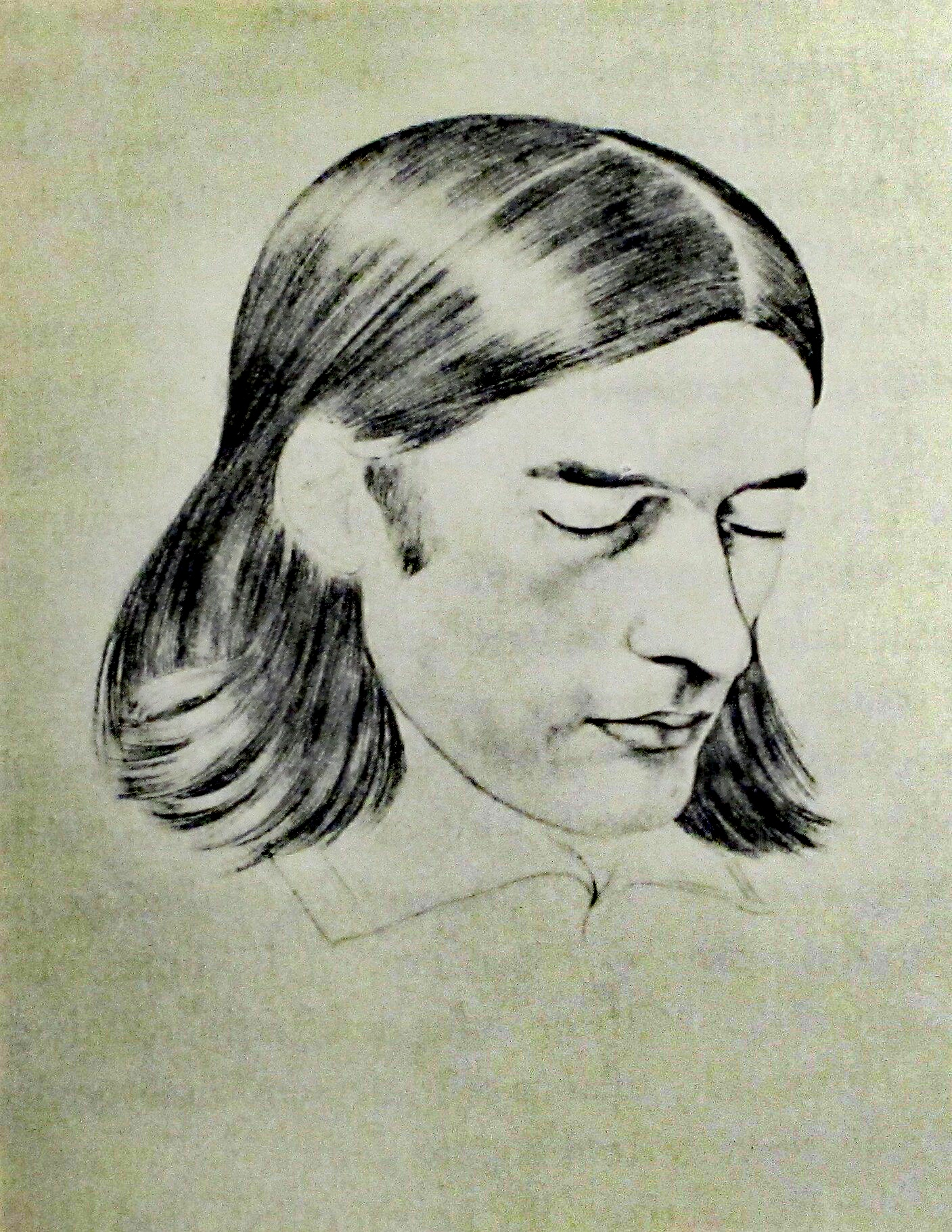
Friedrich Overbeck, Bleistiftzeichnung von Karl Philipp Fohr

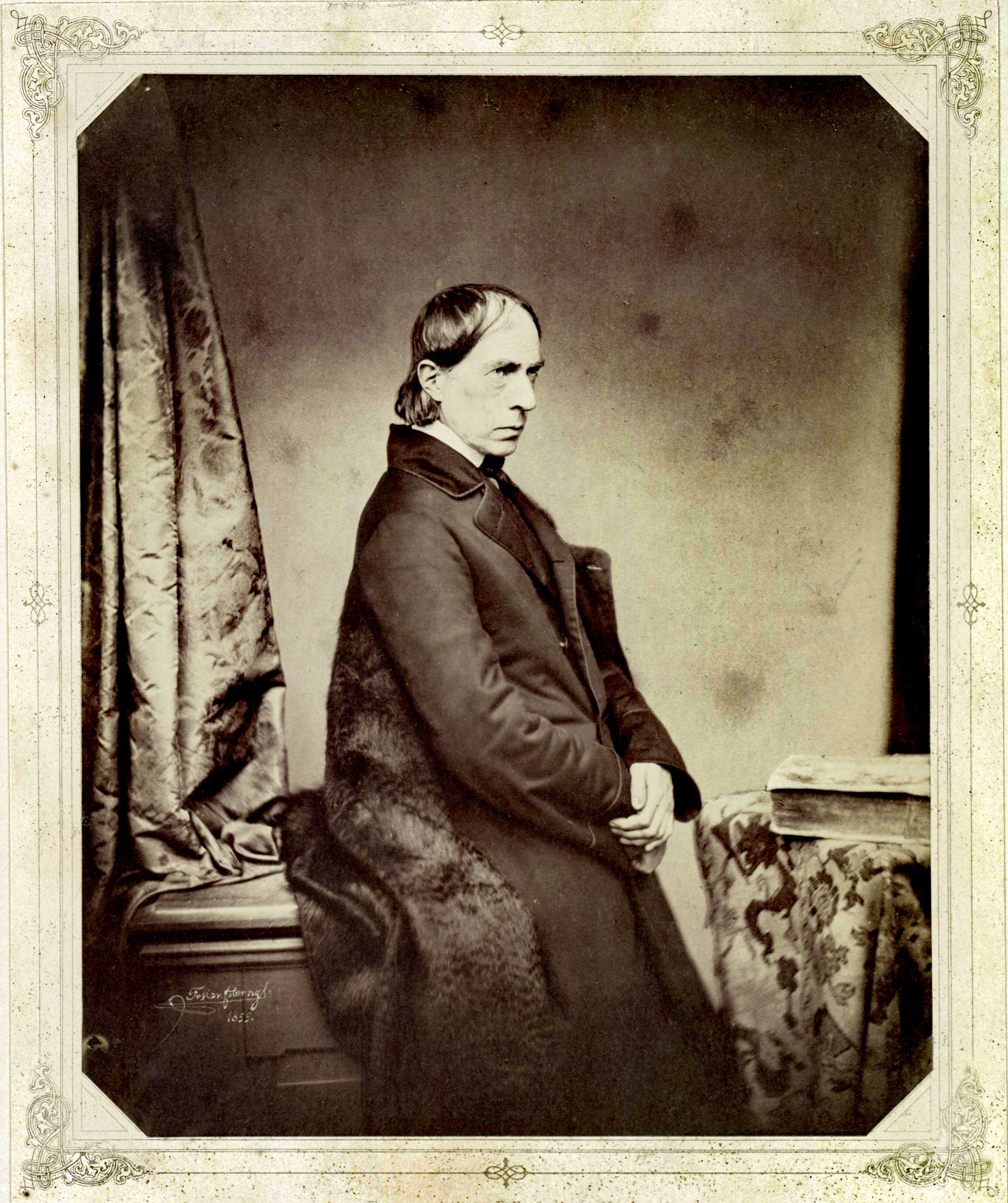
Johann Friedrich Overbeck, Fotografie von Franz Hanfstaengl (1855)

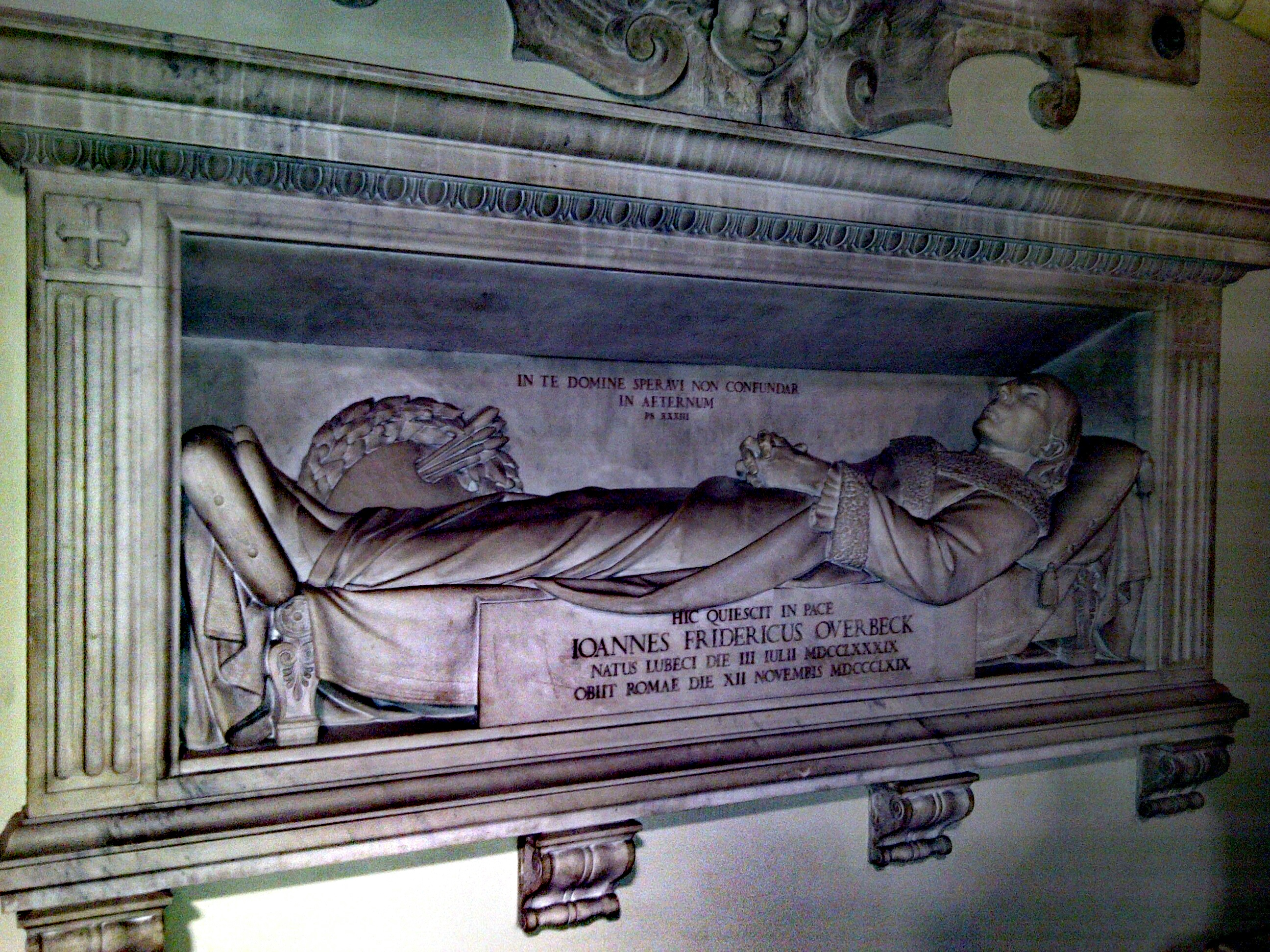
Overbecks Grabmal, ausgeführt von K. Hoffmann

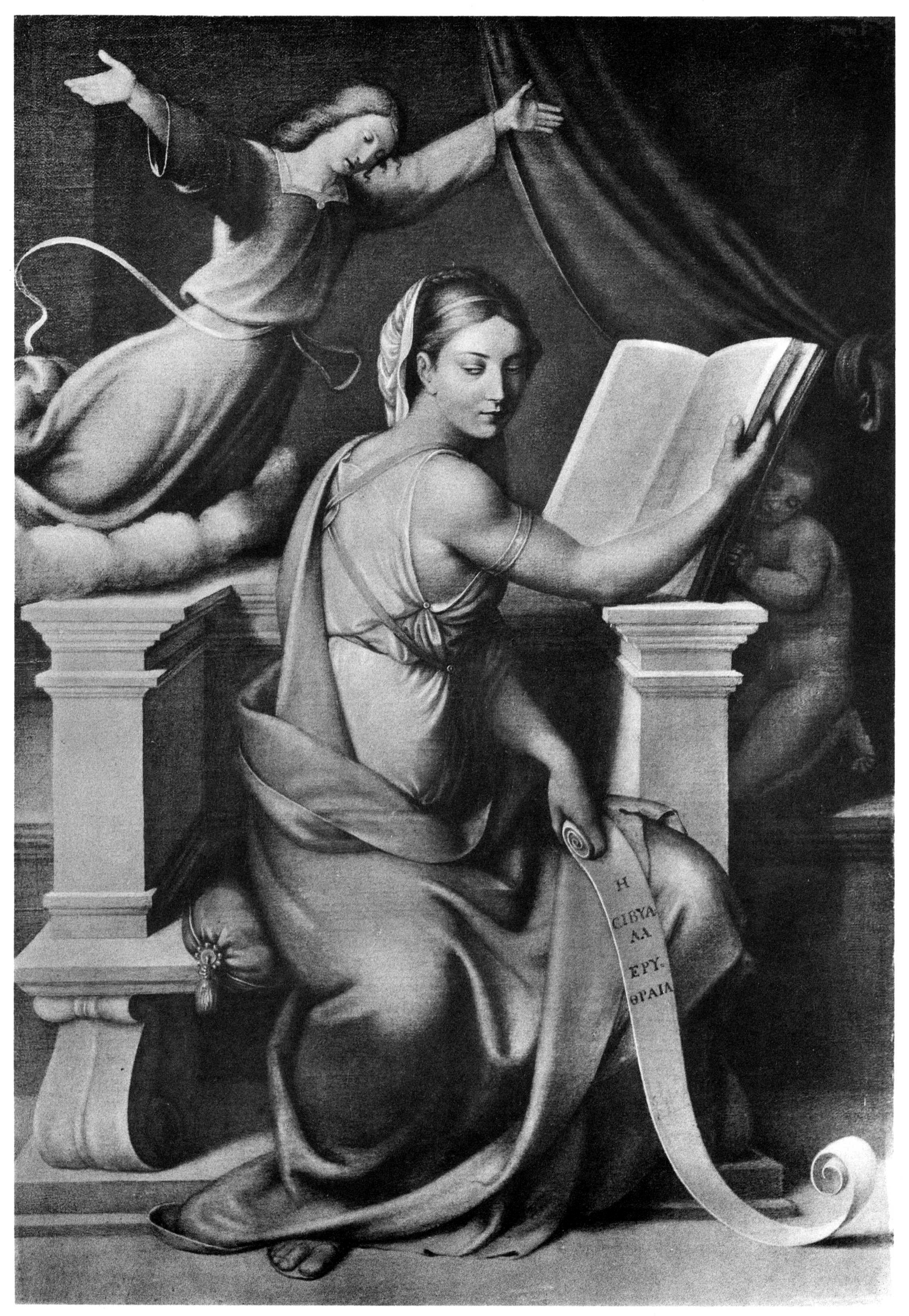
Die erythräische Sibylle 1820, 1931 verbrannt

Johann Friedrich Overbeck (* 3. Juli 1789 in Lübeck; † 12. November 1869 in Rom) war ein deutscher Maler, Zeichner und Illustrator. Er gilt als Protagonist der nazarenischen Kunst. Mit seinem Namensvetter und Künstlerkollegen August Friedrich Overbeck ist er nicht verwandt. 

## Familiärer Hintergrund
Friedrich Overbeck war ein Sohn des Lübecker Bürgermeisters, Senators, Domherrn, Juristen und Dichters („Komm, lieber Mai, und mache“) Christian Adolph Overbeck (1755–1821) und Enkel des Juristen Georg Christian Overbeck (1713–1786) und dessen Frau Eleonora Maria Jauch (1732–1797).

## Ausbildung
Overbeck hatte von jeher gerne gezeichnet, und ein alter Artillerieunteroffizier namens Mau, der auch Zeichenunterricht erteilte, war sein erster Lehrer. Am Michaelistag 1803 war er in die Prima des Lübecker Katharineums gekommen.
Im Jahre 1804, das als das Jahr der künstlerischen Geburt Overbecks betrachtet werden darf, hatte er es, noch nicht fünfzehnjährig, durchgesetzt, dass sein Vater ihn als Schüler zu dem zu jener Zeit in Lübeck lebenden Maler Joseph Nicolaus Peroux brachte. Dieser war es, der in ihm das erste Liebesfeuer zur göttlichen Kunst entfachte.
Am 6. März 1806 sein Elternhaus und damit Lübeck für immer verlassend, zog er zur Fortführung seines Studiums an die Akademie der bildenden Künste nach Wien. Dort lehrte Heinrich Friedrich Füger. Aus Unzufriedenheit mit dem an der Akademie gelehrten Klassizismus brach Overbeck 1810 sein dortiges Studium ab und zog gemeinsam mit Franz Pforr und Ludwig Vogel nach Rom.

## Wirken in Rom
Schon in Wien hatten die Freunde 1809 nach dem Vorbild der mittelalterlichen Lukasgilden den Lukasbund gegründet, eine Gruppe von Künstlern, die sich der Erneuerung der Kunst im Geist des Christentums aus der Wiederentdeckung alter italienischer und deutscher Kunst heraus widmete. Zu ihnen stießen Philipp Veit und Peter Cornelius. Sie lebten in klösterlicher Gemeinschaft in Sant’Isidoro am Pincio in Rom. Unter dem Einfluss des späteren Kardinals Pietro Ostini konvertierte Overbeck im April 1813 zur römisch-katholischen Kirche.
Ihre Bezeichnung als Nazarener wegen ihrer Haartracht war zunächst spöttisch gemeint, die Bezeichnung „nazarenische Kunst“ wurde aber allgemein gebräuchlich. 1816/17 hatte er seinen künstlerischen Durchbruch mit der Ausmalung der Casa Bartholdy, der Residenz des preußischen Gesandten Jakob Ludwig Salomon Bartholdy (Ausmalung durch Overbeck, Cornelius, Veit und Wilhelm von Schadow mit Fresken zur Josephslegende, jetzt in der Alten Nationalgalerie, Berlin). 1817–1828 gestaltete er das Casino Massimo aus (Ausmalung durch Cornelius, Veit und Julius Schnorr von Carolsfeld, welcher mit August Grahl im Palazzo Caffarelli als Gast des preußischen Botschafters von Bunsen lebte). 1826 lehnte Overbeck das Angebot des bayerischen Königs Ludwig I. ab, eine Professur an der Akademie der Bildenden Künste München zu übernehmen, ebenso wie ein entsprechendes Angebot der Kunstakademie Düsseldorf. 1829 lehnte er auch das Angebot der Leitung des Städelschen Kunstinstituts in Frankfurt am Main ab. Als patriarchalische Gestalt von Freunden und zahlreichen Schülern verehrt, erfüllt von tiefem Glauben, hielt der „katholische Internationalist“ (Jens Christian Jensen) bis zu seinem Tod am konservativen Ideal der frühen Jahre fest, selbst als die religiöse Malerei der Spätnazarener längst durch Nachromantik und Realismus überholt war. Seine Wertschätzung in kirchlichen Kreisen belegt ein persönlicher Besuch Papst Pius’ IX. in Overbecks Haus in Rom. Darüber hinaus gehörte Overbeck neben dem Maler Johann Michael Wittmer, dem Arzt Clemens August Alertz und anderen dem Vorstand der Erzbruderschaft „Campo Santo Teutonico“ in Rom an. Sein Firm-Patenkind und gleichzeitiger Schwiegersohn, der römische Bildhauer Karl Hoffmann (1816–1872), schuf das Epitaph Overbecks in der Kirche San Bernardo alle Terme in Rom, in der er beigesetzt wurde.
Unter Anton de Waal versuchte die Erzbruderschaft, den Leichnam auf den Campo Santo zu überführen, wo auch Overbecks Ehefrau Anna (um 1790–1853), ihre beiden früh verstorbenen Töchter und der Sohn († 1840) bestattet wurden.

## Nachwirkung und Bedeutung
Mit Peter Cornelius zählt Overbeck zu den bedeutsamsten Vertretern des Versuchs einer Erneuerung der deutschen Malerei aus religiösem Geist im 19. Jahrhundert. Overbecks Werk und seiner Rolle als Führer der Nazarener hat sich das Interesse in den letzten Jahrzehnten verstärkt wieder zugewandt, erkennbar in einer Reihe von Publikationen und größeren Ausstellungen in Frankfurt 1977, Rom 1981, München 1984 und Lübeck 1989. Sein Werk ist einer der Sammlungsschwerpunkte des Lübecker Museums Behnhaus.

## Zitate
„Von Cornelius und Overbeck haben mir Schlossers stupende Dinge geschickt. Der Fall tritt in der Kunstgeschichte zum ersten Mal ein, daß bedeutende Talente Lust haben, sich rückwärts zu bilden, in den Schoß der Mutter zurückzukehren und so eine neue Kunstepoche zu begründen.“

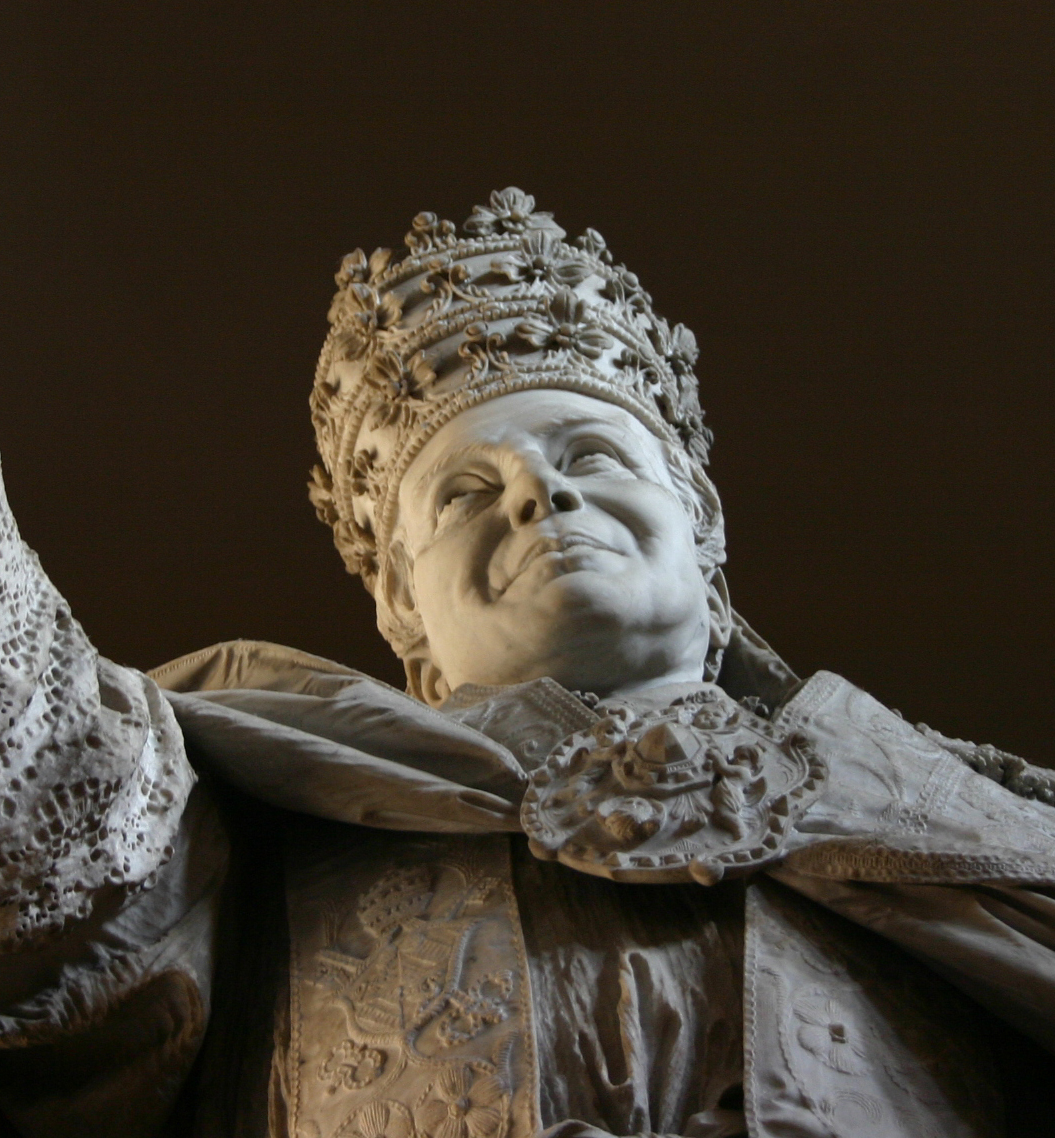
Pius IX.

“Equiti Federico Overbeckio. Dilecto filio salutem et Apostolicam Benedictionem. Cum haud ignoramus, quae tue sit pietas, quaeque excellens picturae scientia, … Etsi non dubitamus, quin pro egregia tua religione, et peritia, omnes ingenii tui vires in ejusmodi opus perficiendum intentissimo studio sis collatturus, tamen cum nobis summopere cordi sint ea omnia, quae ad hominum pietatem fovendam conducere possunt, has tibi scribimus litteras, qui tibi stimulos addimus, ut omni alacritate in hoc suspecto labore persistens, … Atque interim a clementissimo bonorum omnium largitore Deo humiliter exposcimus, ut in abundnatia divinae suae gratiae tibi semper propitius adesse dignetur, acque praecipue paternae Nostrae in te caritatem testem Apostolicam Benedictionem Tibi ipsi, Delecte Filii, amanter impertimur.”

„Ritter Friedrich Overbeck! Dem geliebten Sohne Gruß und den Apostolischen Segen. Wir wissen, wie pflichtbewusst Du bist, wie ausgezeichnet in der Kunst des Malens, … Nicht weniger wissen wir um Deinen außerordentlichen Glauben und Dein Können, all Deine Talente, die zusammenkommen mögen, wenn Du den Entwurf des Werkes vollendest. Am meisten liegt all das uns am Herzen, was den Glauben der Menschen befördert. Dies schreiben wir Dir, damit Du angespornt wirst, die Begeisterung für das Werk aufrecht zu erhalten ... In der Zwischenzeit erbitten wir demütig von Gott, dem Ursprung aller guten Gaben, dass er in seiner göttlichen Gnade Dir stets gnädig nahe sei. Wir versichern Dich unserer väterlichen Liebe und erteilen Dir, geliebter Sohn, unseren Apostolischen Segen.“

## Schriften
- Der Maler und das Mädchen, um 1810–1820 (Volltext [Wikisource]).

## Hauptwerke

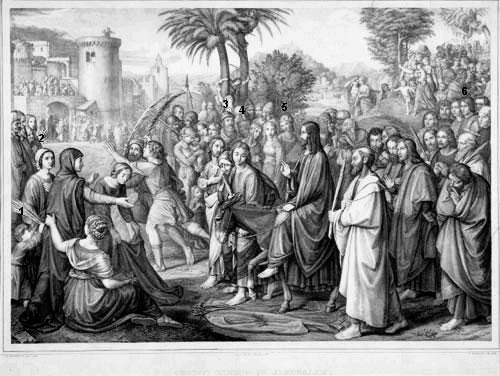
Friedrich Overbeck: „Einzug Christi in Jerusalem“ 1808/24, Lithographie von Otto Speckter 1831

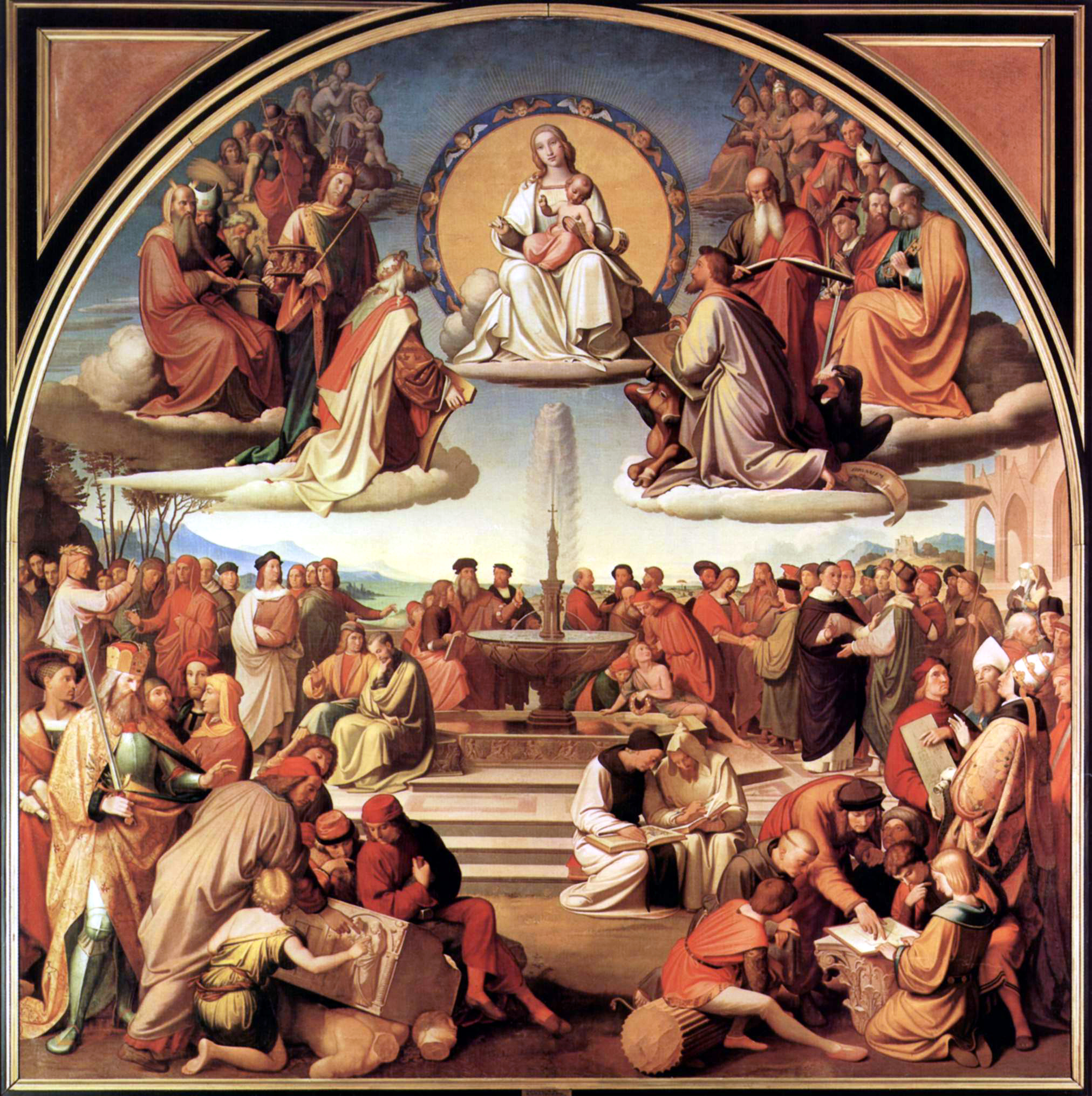
Triumph der Religion in den Künsten (1840)

- 1810 Bildnis des Malers Franz Pforr, Alte Nationalgalerie, Berlin
- 1821 Vittoria Caldoni, Neue Pinakothek, München
- 1824 Einzug Jesu in Jerusalem, in der Lübecker Marienkirche aufgestellt und dort beim Luftangriff auf Lübeck am Palmsonntag 1942 verbrannt – Sohn Alphons Maria (1), Ehefrau Anna (2), Vater Christian Adolph (3), Mutter Elisabeth (4), Schwester Charlotte (5) und der Künstler (6) im Kreis seiner Freunde
- 1827/33 Christus am Ölberg, für die Kapelle des Krankenhauses in Hamburg-St. Georg, im Zweiten Weltkrieg stark beschädigt, heute in der Hamburger Kunsthalle
- 1828 Italia und Germania, Neue Pinakothek, München; Staatliche Kunstsammlung Dresden (Kopie von Theodor Rehbenitz)
- 1829 Fresko auf der Außenwand der Portiunkula-Kapelle in der Kirche Maria degli Angeli bei Assisi.
- 1834–36 Sposalizio, Muzeum Narodowe, Poznań (Posen)
- 1840 Triumph der Religion in den Künsten Städelsches Kunstinstitut, Frankfurt am Main; Skizze in der Hamburger Kunsthalle
- 1841 Verstoßung von Hagar und Ismael, Auftragsarbeit für Senator Jenisch, heute im Altonaer Museum
- 1846 Beweinung Christi (in der Lübecker Marienkirche aufgestellt), Karton in der Kunsthalle Karlsruhe
- 1848–57 Christus entzieht sich den Verfolgern, Auftragswerk von Pius IX. für den Quirinalspalast, später dort verdeckt, heute im Vorraum der Aula delle Benedizione im Petersdom, Karton im Museum Behnhaus

1866 zweite Fassung für die Antwerpener Akademie der Künste
- 1857 Himmelfahrt Mariä (im Kölner Dom aufgestellt)
- 1861 Sieben Sakramente (Kartonentwürfe für den Dom von Orvieto), davon ausgeführt:
- 1862–64 Die Taufe, Neue Pinakothek, München

### Illustrationen (Auswahl)
- In: Sammlung von Original-Radirungen Düsseldorfer Künstler. Schulgen, Düsseldorf 1850.[12]

## Ehrungen

### Orden
- 1839 Ritter des bayerischen Ordens vom Heiligen Michael
- 1850 Goldene päpstliche Verdienstmedaille Benemerenti[11]
- 1854 Ritter des Bayerischen Maximiliansordens
- 1855 Ritter des preußischen Pour le Mérite für Wissenschaften und Künste
- 1860 Komtur des Kaiserlich-Österreichischen Franz-Joseph-Ordens
- 1865 Großoffizier des mexikanischen Ordens unserer lieben Frau von Guadalupe
- 1866 Kommandeur des belgischen Leopoldsordens

### Mitgliedschaften
- 1828 Korrespondierendes Mitglied der Accademia Properziana del Subiaso in Assisi
- 1829 Ehrenmitglied der Kunstakademie München
- 1830 Ehrenmitglied des Breslauer Künstlervereins
- 1831 Ehrenmitglied und Professor der Accademia di San Luca in Rom, 1837 Ratsmitglied
- 1836 Ehrenmitglied der Akademie der schönen Künste in Wien
- 1841 Ehrenmitglied der Akademie der schönen Künste in Ravenna
- 1841 Ehrenmitglied der Gesellschaft Arti et Amicitiae in Amsterdam
- 1843 Freies Mitglied des Instituts der schönen Künste in London
- 1844 Auswärtiges Mitglied der Académie des Beaux-Arts
- 1844 Mitglied der Akademie in Florenz
- 1845 Mitglied der Königlichen Akademie der Künste in Berlin
- 1849 Ehrenmitglied der Ecclesiological Society von Irland
- 1850 Ehrenmitglied der Accademia Ligustica di Belle Arti in Genua
- 1851 Mitglied der Accademia Etrusca in Cortona
- 1853 Ehrenpräsident der Société universelle pour l’encouragement des arts de l’industrie in London
- 1856 Ehrenmitglied der Akademie der Künste in Perugia
- 1859 Ehrenmitglied des Dürervereins in Wien
- 1860 Mitglied der Accademia dei Quiriti in Rom
- 1861 Außerordentliches Mitglied der Akademie der Künste Antwerpen, 1863 wirkliches Mitglied
- 1862 Ehrenmitglied der Akademie der Künste in Mailand
- 1864 Auswärtiges Ehrenmitglied der American Academy of Arts and Sciences in Boston
- 1864 Ehrenmitglied und Meister des Freien deutschen Hochstifts für Wissenschaften, Künste und allgemeine Bildung in Frankfurt
- 1867 Korrespondierendes Mitglied der Société Royale pour l’encouragement des Beaux-Arts in Antwerpen
- (Jahr?) Vorstandsmitglied der Erzbruderschaft des Campo Santo Teutonico

### Benennungen
- Overbeck-Gesellschaft
- Overbeckstraße, Köln-Ehrenfeld[13]
- Overbeckstraße, Lübeck
- Friedrich-Overbeck-Straße, Nürnberg
- 1904 Overbeckstraße, Dresden-Mickten
- 1938 Overbeckgasse, Wien-Hietzing
- 1939 Overbeckstraße, Berlin-Schöneberg
- 1988 Overbeck-Preis für Bildende Kunst

## Ausstellungen (Auswahl)
- 2019: Hamburger Schule – Das 19. Jahrhundert neu entdeckt (12. April bis 14. Juli), Hamburger Kunsthalle

### Ausstellungskataloge
- Die Nazarener, Ausstellungskatalog, Frankfurt am Main 1977.
- Johann Friedrich Overbeck (1789–1869). Gemälde und Zeichnungen. Katalog der Ausstellung im Museum für Kunst und Kulturgeschichte der Hansestadt Lübeck, hrsg. von Andreas Blühm und Gerhard Gerkens, Lübeck 1989
- Friedrich Overbeck – Italia und Germania Informationen über das grafische Vorwerk zum Gemälde sowie den Intentionen des Künstlers. Katalog der Ausstellung 20. Februar – 14. April 2002. Verlag: Staatliche Graphische Sammlung, München
- Religion, Macht, Kunst: die Nazarener; [anlässlich der Ausstellung „Religion, Macht, Kunst. Die Nazarener“, Schirn-Kunsthalle Frankfurt, 15. April – 24. Juli 2005], hrsg. von Max Hollein und Christa Steinle. Köln: König 2005, ISBN 3-88375-940-6

### Museumskataloge
- Wulf Schadendorf: Museum Behnhaus. Das Haus und seine Räume. Malerei, Skulptur, Kunsthandwerk (= Lübecker Museumskataloge 3). 2. erweiterte und veränderte Auflage. Museum für Kunst u. Kulturgeschichte d. Hansestadt, Lübeck 1976, S. 97–104

### Studien
- Gerhard Ahrens: Wie der Nachlaß des Malers Friedrich Overbeck in drei Jahrzehnten verhökert wurde. In: Zeitschrift für Lübeckische Geschichte. Band 93, 2013, S. 253–278.
- Keith Andrews: I Nazareni. Mailand 1967.
- R. Bachleitner: Die Nazarener. München 1976.
- Käthe Brodnitz: Nazarener und Romantiker: Eine Studie zu Friedrich Overbeck. (Kunstgeschichtliche Studien, Heft 2), Ebering, Berlin, 1914.
- Brigitte Heise: Johann Friedrich Overbeck. Das künstlerische Werk und seine literarischen und autobiographischen Quellen. Böhlau Verlag, Köln 1999.
- Paul Hagen: Friedrich Overbecks handschriftlicher Nachlaß in der Lübeckischen Stadtbibliothek. Schmidt-Römhild, Lübeck 1926 (= Veröffentlichungen der Stadtbibliothek der Freien und Hansestadt Lübeck. 2).
- Karl Georg Heise: Overbeck und sein Kreis. München 1928.
- Margaret Howitt: Friedrich Overbeck sein Leben und Schaffen; nach seinen Briefen und andern Documenten des handschriftlichen Nachlasses geschildert. Herder, Freiburg i. B. 1886 (Band 1: 1789–1833, Digitalisat; Band 2: 1833–1869 Digitalisat)
- Isabel Sellheim: Die Familie des Malers Friedrich Overbeck (1789–1896) in genealogischen Übersichten, Band 104 des Deutschen Familienarchivs, Neustadt an der Aisch 1989, ISBN 3-7686-5091-X, GW ISSN 0012-1266.
- Michael Thimann: Hieroglyphen der Trauer. Johann Friedrich Overbecks „Beweinung Christi“. In: Marburger Jahrbuch für Kunstwissenschaft. 28, 2001, S. 191–234.
- Michael Thimann: Friedrich Overbeck und die Bildkonzepte des 19. Jahrhunderts (= Studien zur christlichen Kunst. Band 8). Schnell und Steiner, Regensburg 2014, ISBN 978-3-7954-2728-3.
- Peter Vignau-Wilberg: Die Lukasbrüder um Johann Friedrich Overbeck und die Erneuerung der Freskomalerei in Rom. Deutscher Kunstverlag, Berlin-München 2011, ISBN 978-3-422-07061-5.

### Einträge in Nachschlagewerken
- Ekkehard Mai: Overbeck, Johann Friedrich. In: Neue Deutsche Biographie (NDB). Band 19, Duncker & Humblot, Berlin 1999, ISBN 3-428-00200-8, S. 721–723 (Digitalisat).
- Friedrich Pecht: Overbeck, Friedrich. In: Allgemeine Deutsche Biographie (ADB). Band 25, Duncker & Humblot, Leipzig 1887, S. 7–14.
- P. F. Schmidt: Overbeck, Friedrich. In: Hans Vollmer (Hrsg.): Allgemeines Lexikon der Bildenden Künstler von der Antike bis zur Gegenwart. Begründet von Ulrich Thieme und Felix Becker. Band 26: Olivier–Pieris. E. A. Seemann, Leipzig 1932, S. 104–106 (biblos.pk.edu.pl).
- Norbert Werner: Overbeck, Johann Friedrich. In: Biographisch-Bibliographisches Kirchenlexikon (BBKL). Band 6, Bautz, Herzberg 1993, ISBN 3-88309-044-1, Sp. 1391–1392 (Artikel/Artikelanfang im Internet-Archive).